# Senostoma taylori
Senostoma taylori är en tvåvingeart som först beskrevs av Charles Howard Curran 1938.  Senostoma taylori ingår i släktet Senostoma och familjen parasitflugor. Inga underarter finns listade i Catalogue of Life.